# 君の好きなヒト/約束の空
「君の好きなヒト／約束の空」（きみのすきなひと／やくそくのそら）は、2003年12月3日にavex traxから発売された、フジテレビ系の『めざましテレビ』が放送10周年を迎えるにあたり企画されたK&Tと番組内で誕生したユニットT.N.T.による「めざましテレビ 放送10周年記念盤CD」。コピーコントロールCD規格。
作品の紹介、購買販売、オリコンチャートでは「君の好きなヒト」がメインとして扱われている。CD自体には「君の好きなヒト K&T 約束の空　T.N.T.」と書かれている。
作品としては「君の好きなヒト／約束の空」のダブル表題曲シングルといえるが、1曲当りのカラオケバージョンが3つと多いことも相成り総収録曲数からアルバムに分類されることがある。

## 参加メンバー
各ユニットのメンバーは「めざましテレビ」に出演するアナウンサーと女性タレント（2003年当時）。
- K&T
- K：軽部真一（フジテレビアナウンサー）
- T：高島彩（フジテレビアナウンサー）
- T.N.T.:
- T.：高島彩（フジテレビアナウンサー）
- N.：中野美奈子（フジテレビアナウンサー）
- T.：高樹千佳子（タレント）

## 収録曲
1. 君の好きなヒト／K&T
  - 作詞・作曲・編曲:オオヤギヒロオ
2. ワルだった男（ヒト）／K&T
  - 作詞:山田ひろし　作曲・編曲:上野浩司
3. 約束の空／T.N.T.
  - 作詞:田形美喜子　作曲・編曲:上野浩司
4. 君の好きなヒト　～ 軽部真一と歌うカラオケバージョン ～
5. 君の好きなヒト　～ 高島彩と歌うカラオケバージョン ～
6. 君の好きなヒト（カラオケ）
7. ワルだった男（ヒト）　～ 軽部真一と歌うカラオケバージョン ～
8. ワルだった男（ヒト）　～ 高島彩と歌うカラオケバージョン ～
9. ワルだった男（カラオケ）
10. 約束の空（カラオケ）

## 概要
- 収録曲はK&Tの「君の好きなヒト」・「ワルだった男(ヒト)」、T.N.T.の「約束の空」の3曲。
- メンバー4人それぞれボイストレーニングを積み重ね、歌唱力を披露している。
  - 軽部真一は、1994年リリースの「瞳見つめて」／NIGHT HAWKS featuring S.KARUBE（工藤哲也とデュエット）、2000年リリースの「スマイル&ビギン」／with ラフ（白田由布子とデュエット）に続き、本作で3名義3作目。
  - 高島彩は、2002年リリースの「着信のドレイ」（アヤパン名義）に続き2作目で、参加した4人のうち唯一収録曲3作全てに参加している。
  - 高樹千佳子は自らが持つ絶対音感を生かし、歌い方のアレンジに参加した。

## 解説

### 君の好きなヒト
- K&Tによる好きな人への思いをつづったポップス楽曲。
- コーラスにはT.N.T.が参加している。
- トラック4～6はカラオケバージョンであり、4は軽部、5は高島とのデュエットが楽しめるようになっている。

### ワルだった男（ヒト）
- K&Tによる歌謡曲風のデュエット・ソング。
- トラック7～9はカラオケバージョンであり、7は軽部、8は高島とのデュエットが楽しめるようになっている。
- 収録順では2曲目であるが、実質的にはB-side扱いである。

### 約束の空
- T.N.T.
- 遠く離れた人のことを想うOLの気持ちを歌った前向きなミディアム・ナンバー。
- トラック10はカラオケバージョン。
- この曲は今作におけるもうひとつの顔である。前述通り両A面として扱われる。

## その他
- 2006年の『めざましテレビ』で、久しぶりに本作について触れた際、軽部は誇らしげに、高島は大塚範一と原辰徳に突っ込まれながらも微笑をこぼした。